# Red Simpson
Red Simpson, geboren als Joseph Cecil Simpson, (Higley (Arizona), 6 maart 1934 - Bakersfield, 8 januari 2016) was een Amerikaanse countryzanger en songwriter, die vanaf het midden van de jaren 1960 succesvol was met truckersongs.

## Carrière
Red Simpson groeide op in een kinderrijke familie, die tijdens de jaren 1930 vanuit Arizona waren verhuisd naar Bakersfield. Zijn eerste muzikale optreden had hij als 11-jarige in de clubs in de naaste omgeving. Tijdens zijn diensttijd bij de United States Marine Corps tijdens de Koreaanse oorlog richtte hij zijn eerste band op. Na de terugkeer in het burgerleven werkte hij tijdelijk als ijsverkoper. 's Avonds trad hij voor weinig geld op in een club in Bakersfield. Fuzzy Owen, de latere manager van Merle Haggard, contracteerde hem als pianospeler. Tijdens de weekends verving hij de ambitieuze ster Buck Owens.
Naast zijn cluboptredens schreef Simpson tijdens deze jaren ook talrijke songs, die hij altijd in een kleine koffer bij zich droeg. Buck Owens nam een van zijn songs op en scoorde in 1962 met Gonna Have Love een top 10-hit. De doorbraak lukte in 1966, toen de invloedrijke producent Ken Nelson van Capitol Records een countryzanger zocht, die truckersongs wilde opnemen. Merle Haggard weigerde en Simpson kreeg zijn kans. Zijn eerste single Roll Truck Roll werd een middelmatige hit en ook het gelijknamige album werd succesvol. Ook zijn volgende albums bevatten overwegend truckersongs. Red Simpson, die tijdens zijn leven alleen maar voor een korte periode een ijswagen had gereden, was opgeklommen tot de muzikale koning van de weg.
In 1967 scoorde Buck Owens met de Simpson-song Sam's Place een nummer 1-hit. Simpson zelf had vier jaar later met de top 5-hit I'm A Truck groot succes. In 1972 trad hij voor de eerste keer op in de Grand Ole Opry. In 1976 wisselde hij naar Warner Bros. Records, waar hij tot het einde van het decennium enkele kleine hits kon boeken.

## Overlijden
Red Simpson overleed in januari 2016 op 81-jarige leeftijd.

## Discografie

### Albums
Capitol Records
- 1966: Roll, Truck, Roll
- 1966: The Man Behind The Badge
- 1967: Truck Drivin' Fool
- 1967: Red Simpson Sings A Bakersfield Dozen
- 1971: I'm A Truck
- 1972: The Very Real Red Simpson
- 1973: Trucker's Christmas

Windsor Music
- 2005: The Bard of Bakersfield

- Gemeinsame Normdatei: 134599098
- International Standard Name Identifier: 0000 0000 5548 4410
- Library of Congress Control Number: n91102332
- MusicBrainz: db96de54-4c4f-4466-8181-32bb8fb31d43
- Nationale Bibliotheek van Tsjechië: xx0148311
- Virtual International Authority File: 423149294405280522649
- WorldCat: E39PBJj8WMPtvPdhk33cJgcMfq